# Caterina Deregibus
Caterina Deregibus (Casale Monferrato, 14 novembre 1973) è un'attrice italiana.

## Biografia
Di padre italiano e madre etiope, si è formata professionalmente presso la scuola del Teatro Stabile di Torino, diretta da Luca Ronconi, dove si è diplomata nel 1995 in uno spettacolo-saggio composto da testi scelti del Pirandello metateatrale (Qualcosa di vero dev'esserci... - 26 allievi in cerca di un personaggio).
Ancora con Ronconi, nel 1996 ha recitato nella messinscena di Quer pasticciaccio brutto de via Merulana, da Carlo Emilio Gadda, nel ruolo di Virginia. L'anno successivo è ne Le mille e una notte con Massimo Ranieri, per la regia di Maurizio Scaparro.
Oltre a recitare in teatro, lavora in produzioni cinematografiche  e televisive.
Nel 2000 è la protagonista femminile della miniserie tv Linda, il brigadiere e...,  regia di Alberto Simone, al fianco di Nino Manfredi, e nel 2002 è co-protagonista in Commesse 2, regia di José María Sánchez.
Tra le altre sue interpretazioni si ricordano:  il cortometraggio L'amore non ha confini (1998), scritto e diretto da Paolo Sorrentino, i film Il talento di Mr. Ripley (1999), diretto da Anthony Minghella, De reditu - Il ritorno, regia di Claudio Bondi, del 2004 e Alice, diretto da Oreste Crisostomi, del (2010).
Negli anni 2010 ritorna a Casale Monferrato e si impegna nelle manifestazioni contro l'amianto.

## Attività musicale
Ha partecipato come corista all'album Bàss paradis dei Mau Mau.

## Filmografia

### Cinema
- Il manoscritto di Van Hecken, regia di Nicola De Rinaldo (1999)
- Il talento di Mr. Ripley, regia di Anthony Minghella (1999)
- De reditu - Il ritorno, regia di Claudio Bondi (2004)
- Lista civica di provocazione, San Gennaro votaci tu!, regia di Pasquale Falcone (2005)
- Hans, regia di Louis Nero (2006)
- Alice, regia di Oreste Crisostomi (2010)

### Televisione
- Un posto al sole (1997), nel ruolo di Rossella Cozzolino
- Il tesoro di Damasco, regia di José María Sánchez (1998)
- Linda, il brigadiere e...,  regia di Alberto Simone (2000)
- Commesse 2, regia di José María Sánchez (2002)
- A casa di Anna, regia di Enrico Oldoini (2004)
- Il capitano, regia di Vittorio Sindoni (2007)
- Butta la luna 2, regia di Vittorio Sindoni (2009)

### Cortometraggi
- L'amore non ha confini, regia di Paolo Sorrentino (1998)
- Girls - Madchen - Ragazze (1999), regia di Eckart Schimdt
- Venere, Quirino, Ubaldo e Matilda... e forse Capone, regia di Michele Carrello (1999)

## Teatro
- Jacques o l'opposizione, di Eugène Ionesco, regia di Giovanni Moretti (1993)
- Qualcosa di vero dev'esserci..., da Luigi Pirandello, regia di Luca Ronconi e Mauro Avogadro (1995)
- Quer pasticciaccio brutto de via Merulana, da Carlo Emilio Gadda, regia di Luca Ronconi, Roma (1996)
- Le mille e una notte, regia di Maurizio Scaparro (1997)
- Alice più verde dell'erba, di Giovanni Gebbia, regia di Rosario Tedesco (1999)
- La sposa di Messina, di Friedrich Schiller, regia di Giampiero Cicciò (2003)
- Iliade, testo e regia di Alessandro Baricco, Roma (2004)
- Tancredi e Clorinda, da Torquato Tasso, regia di Rosario Tedesco, Palermo (2006)
- Medea, di Euripide, regia di Fabio Sonzogni (2007)